# Elizabeth H. West
Elizabeth H. (Howard) West (Pontotoc, 23 de marzo de 1873 - Pensacola, 4 de enero de 1948) fue una bibliotecaria y archivera estadounidense de principios del siglo XX. West fue nombrada Bibliotecaria del Estado de Texas en 1918, fue dos veces presidenta de la Asociación de Bibliotecas de Texas, cofundadora y primera presidenta de la Asociación de Bibliotecas del Suroeste, y fue la primera bibliotecaria jefe del Texas Technological College (denominado más tarde Texas Tech University).

## Biografía
Hija de Mary Robertson (de soltera Waddell) West y James Durham West DD, nació  en Pontotoc, Misisipi, el 23 de marzo de 1873. Su abuelo materno fue Moses Waddel, expresidente de la Universidad de Georgia y rector de la Universidad de Misisipi. Se trasladó a Texas a los doce años cuando su padre, un ministro presbiteriano, asumió sus funciones en una iglesia en Bryan. Regresaría a Misisipi para asistir a la universidad. Fue una estudiante muy aplicada y con la intención de obtener la mayor educación posible. Obtuvo dos títulos de licenciatura y uno de maestría. Recibió una licenciatura del Industrial Institute and College en Columbus (ahora Universidad para Mujeres de Misisipi). Posteriormente recibió una licenciatura y una maestría en Historia de la Universidad de Texas en Austin, donde se centró en la expansión de los asentamientos franceses y españoles en América del Norte.
Al finalizar su maestría, West inicialmente trabajó como maestra de escuela. Regresó a Misisipi, donde enseñó en varias zonas rurales. Más tarde, enseñaría tanto en Bryan como en Austin. Comenzó a formarse como bibliotecaria en 1905, especializándose en catalogadora en la Biblioteca Estatal de Texas. En 1906, West asumió un puesto en la Biblioteca del Congreso en Washington D. C. en la división de catálogos. En 1910 se unió a la división de manuscritos de la Biblioteca del Congreso donde compiló el Calendario de los artículos de Martin Van Buren y el Calendario de los artículos de Nuevo México. No completó este último tomo ya que en 1911 regresó a Texas para convertirse en archivera de la Biblioteca Estatal de Texas, cargo que ocuparía hasta 1915. Su primera incursión en la administración de bibliotecas se produjo en 1915, cuando se mudó al sur, a San Antonio, para asumir la dirección de la Biblioteca Pública de San Antonio. West trabajó con ahínco para desarrollar y mejorar la biblioteca de San Antonio. Comenzó a publicar boletines de la biblioteca con regularidad, aumentó los fondos, ofreció nuevos servicios a grupos especiales, buscó el reconocimiento de los servicios de la biblioteca en los periódicos locales y comenzó una serie de conferencias públicas. Sus actividades no sólo mejoraron los servicios y fondos de la biblioteca, sino que también llamaron la atención sobre la propia West. Se corrió la voz de sus actividades y éxito y en 1918, después de sólo tres años, West se convertiría en Bibliotecaria Estatal de Texas.

## Bibliotecaria del Estado de Texas
En el momento de su nombramiento como Directora de la Biblioteca Estatal de Texas, West era la primera mujer en encabezar un departamento del gobierno del estado de Texas y sólo la segunda mujer en la historia de los Estados Unidos en ocupar ese cargo. Se convirtió en bibliotecaria estatal el 1 de septiembre de 1918, casi dos años antes de la aprobación de la 19.ª Enmienda. Asumió el puesto con el mismo grado de pasión y entusiasmo que había mostrado anteriormente en San Antonio. Durante los siguientes siete años, desarrollaría el primer servicio bibliotecario para ciegos del estado, facilitaría el desarrollo de numerosas bibliotecas públicas del condado y aumentaría las existencias generales. También se destacó por presionar al estado para obtener la titularidad del personal bibliotecario, así como para aumentar los salarios de todos los empleados de la biblioteca. Trabajó para disminuir el control político de la biblioteca estatal. Sin embargo, su constante frustración por el estancamiento de los salarios, los presupuestos y la tendencia tanto de los gobernadores como de la legislatura estatal de utilizar la biblioteca estatal como lugar para emplear a los patrocinadores de los funcionarios electos, llevó a West a renunciar a su puesto en 1925 para convertirse en la primera bibliotecaria en Tecnología de Texas.
Como bibliotecaria estatal, West trabajó para desarrollar el lenguaje de la Ley de Bibliotecas del Condado de 1919, que pretendía facilitar el desarrollo de nuevas bibliotecas públicas en todo el estado. Como consecuencia se produjo la apertura de numerosas bibliotecas públicas nuevas en el condado, incluidas cuatro en los primeros dos años después de la aprobación de la ley.
Entre 1930 y 1933, se trasladó a España para investigar en el Archivo General de Indias y en Archivo General de Simancas sobre la historia de los Estados Unidos y las relaciones entre España e Inglaterra para la Biblioteca del Congreso de Washington.

## Servicios para audiencias diversas
A lo largo de su carrera, West jugó un papel decisivo en el desarrollo de servicios para usuarios de bibliotecas de diversos orígenes. Creó los primeros servicios para usuarios ciegos en cualquier biblioteca de Texas mientras era directora de la Biblioteca Pública de San Antonio. Repitió esto como bibliotecaria estatal y comenzó a ofrecer servicios en libros de formato alternativo para usuarios ciegos en septiembre de 1919. Adquirió una colección de textos, principalmente de ficción, en Braille, escritura Moon y New York Point. Sus esfuerzos fueron bien recibidos y los miembros de la asociación de exalumnos de la Escuela para Ciegos y Discapacitados Visuales de Texas formaron un servicio voluntario para promover la alfabetización en textos en relieve que recibió el nombre de Elizabeth H. West Home Teaching Circle en honor a su trabajo.
Durante su estancia en San Antonio, abrió los servicios de la biblioteca pública a los afroamericanos por primera vez. Las escuelas públicas de Texas permanecerían segregadas por raza durante las próximas décadas. En Austin, también amplió los servicios a los afroamericanos en la biblioteca estatal. Pasarían décadas antes de que los afroamericanos obtuvieran acceso total y sin restricciones a las bibliotecas de Texas, pero los esfuerzos de West fueron fundamentales para facilitar este proceso.

## Bibliotecaria Tecnológica de Texas
West llegó al Texas Technological College en 1925 como bibliotecaria principal, cargo que mantendría hasta 1942. En ese momento, la universidad constaba de solo unos pocos edificios y la biblioteca se limitaba a una sola sala en el primer piso del edificio administrativo. La colección total, incluidos todos los libros, folletos y otros materiales, ascendía a aproximadamente 11.000 obras. La mayor parte de la colección no eran libros. En junio de 1926, los fondos de la biblioteca habían aumentado a 13.040 piezas, pero incluían sólo 1.767 libros. A pesar de unos comienzos tan modestos, West imaginó la grandeza de la biblioteca. Fue una firme defensora de la biblioteca, su colección y su personal, desde el principio. Pidió a la administración fondos adicionales para aumentar en todo momento los fondos de la biblioteca. En correspondencia con el arquitecto WW Watkin sobre una nueva biblioteca propuesta en marzo de 1929, solicitó un nuevo diseño de biblioteca que contendría un millón de volúmenes y albergaría a diez mil estudiantes. Watkin proporcionó bocetos iniciales para la nueva estructura, pero la caída del mercado de valores y la posterior Gran Depresión detuvieron los planes. West perseveró en buscar fondos y, en junio de 1937, el estado proporcionó una asignación de 275.000 dólares para la construcción de una nueva biblioteca. West y otras universidades se turnaron para hacer sonar las campanas de la victoria en el edificio administrativo a modo de celebración. La primera piedra del nuevo edificio se llevó a cabo el 27 de octubre de 1937.
Dejó su huella en Texas Tech de otras maneras. A ella se le ocurrió el nombre del anuario de la universidad, La Ventana un nombre inspirado en una pequeña ventana en el lado este del Edificio de Administración que brindaba una vista del campus en construcción. También dio su nombre a una asociación de mujeres profesoras: el “Club Trimestral”, llamado así porque el grupo se reunía trimestralmente y cuyas cuotas de membresía eran de una cuarta parte.Fundó la sección de Lubbock de la Asociación Estadounidense de Mujeres Universitarias en 1926.
Seguiría siendo la bibliotecaria principal de Tech hasta su jubilación en 1942. Más tarde complementaría sus ingresos de jubilación trabajando como investigadora en el Departamento de Historia de ese lugar.
Después de sufrir un ataque cardíaco en 1946, West se retiró de Texas Tech en 1947 y se mudó a Pensacola, Florida. Murió el 4 de enero de 1948.

## Reconocimientos
En 2020, West fue incluida dentro del proyecto Mujeres Investigadoras en los Archivos Estatales (1900-1970) para la descripción archivística y creación de un micrositio específico en el Portal de Archivos Españoles (PARES), desarrollado entre 2020-2023. Este proyecto fue impulsado por la Subdirección General de Archivos Estatales para visibilizar la labor de investigación realizada en España por las mujeres en el intervalo 1900-1970 partiendo de los registros documentales que se conservan en los Archivos de Gestión de los AAEE del Ministerio de Cultura (el Archivo Histórico Nacional, el Archivo de la Corona de Aragón, el Archivo General de Simancas, el Archivo General de Indias, el Archivo de la Real Chancillería de Valladolid, el Archivo General de la Administración y el Centro de Información Documental de Archivos).